# Barceló (torpedero)
El Barceló fue un torpedero, catalogado como de segunda categoría perteneciente a la Armada Española. Fue construido en los astilleros Normand en Le Havre (Francia) en 1886 y prestó servicio hasta 1911, fecha en la que fue subastado para desguace.
Recibió su nombre en honor a Antonio Barceló, marino y militar español, teniente general de la Real Armada Española.